# CASIOPEA (アルバム)
『CASIOPEA』（カシオペア）は、 日本のフュージョンバンド、カシオペアのデビューアルバム。

## 解説
まず、名エンジニアのアル・シュミットを招いてリズム・トラックをレコーディングし、その後ニューヨークで、ブレッカー・ブラザーズとデイヴィッド・サンボーンという豪華なホーン・セクションを、深町純の指揮でオーヴァーダビングして完成させた。

## 収録曲
| 全作曲・編曲: 野呂一生。 |                                                     |       |            |      |
| #                        | タイトル                                            | 作詞  | 作曲・編曲 | 時間 |
| 1.                       | 「タイム・リミット」(Time Limit)                    |       | 野呂一生   | 3:07 |
| 2.                       | 「ティアーズ・オブ・ザ・スター」(Tears of the Star) |       | 野呂一生   | 4:32 |
| 3.                       | 「スペース・ロード」(Space Road)                    |       | 野呂一生   | 5:14 |
| 4.                       | 「ミッドナイト・ランデブー」(Midnight Rendezvous)   |       | 野呂一生   | 5:20 |
| 合計時間:                | 合計時間:                                           | 18:13 |            |      |

| 全作曲・編曲: 野呂一生。 |                                    |       |            |      |
| #                        | タイトル                           | 作詞  | 作曲・編曲 | 時間 |
| 1.                       | 「ファー・アウェイ」(Far Away)     |       | 野呂一生   | 3:55 |
| 2.                       | 「スワロー」(Swallow)              |       | 野呂一生   | 4:24 |
| 3.                       | 「ドリーム・ヒル」(Dream Hill)     |       | 野呂一生   | 5:39 |
| 4.                       | 「ブラック・ジョーク」(Black Joke) |       | 野呂一生   | 4:17 |
| 合計時間:                | 合計時間:                          | 18:15 |            |      |

## 参加ミュージシャン
CASIOPEA
- 野呂一生 - エレクトリックギター、ボーカル
- 向谷実 - ピアノ, シンセサイザー、YAMAHA EX-1, ヴィブラフォン
- 桜井哲夫 - ベース
- 佐々木隆 - ドラム

ホーン
- ランディ・ブレッカー - トランペット
- マイケル・ブレッカー - テナー・サクソフォーン
- デイヴィッド・サンボーン - アルト・サクソフォーン

ストリングス
- "Tomato" strings

- 深町純 - ホーン・アレンジ
- 乾裕樹 - ストリングス・アレンジ

## クレジット
- エグゼクティブ・プロデューサー - 村井邦彦、川添象郎
- プロデューサー - 沢田信二、小尾一介

- レコーディング・エンジニア(スタジオアルファ) - アル・シュミット、吉沢典夫、寺田康彦
- アシスタント・エンジニア - 小池光夫
- レコーディング・エンジニア(パワー・ステーション) - ニール・ドーフスマン
- アシスタント・エンジニア - ジェイムス・ファーバー
- ミキシング・エンジニア - 寺田康彦

- アートディレクション & デザイン - ALPHABET (nh ad system)
- 写真家 - Shigeru Wada
- イラストレーター - 大久保敏邦

- リマスタリング - 鈴木浩二 (2016/7/27 ハイリゾ版)

## リリース日一覧
| 地域 | リリース日     | レーベル                       | 規格                      | カタログ番号                | 備考                                       |
| ---- | -------------- | ------------------------------ | ------------------------- | --------------------------- | ------------------------------------------ |
| 日本 | 1979年5月25日  | アルファレコード               | 30cmLP                    | ALR-6017                    |                                            |
| 日本 | 1986年12月21日 | アルファレコード               | 12cmCD                    | 32XA-104                    |                                            |
| 日本 | 1992年3月21日  | アルファレコード               | 12cmCD                    | ALCA-271                    |                                            |
| 日本 | 1994年6月29日  | アルファレコード               | 12cmCD                    | ALCA-9001                   |                                            |
| 日本 | 1998年7月23日  | アルファレコード               | 12cmCD                    | ALCA-9196                   |                                            |
| 日本 | 2000年5月31日  | 東芝EMI                        | デジタルリマスター 12cmCD | TOCT-24364                  | 紙ジャケ                                   |
| 日本 | 2001年12月19日 | ヴィレッジ・レコード           | デジタルリマスター 12cmCD | VRCL-2201                   | DSD, 紙ジャケット                          |
| 日本 | 2002年1月17日  | ヴィレッジ・レコード           | デジタルリマスター 12cmCD | VRCL-2221                   | 30cmLP                                     |
| 日本 | 2009年5月27日  | ソニー・ミュージックダイレクト | デジタルリマスター 12cmCD | MHCL-20003                  | DSD, ブルースペックCD, 紙ジャケ            |
| 日本 | 2016年2月3日   | ソニー・ミュージックダイレクト | デジタル・ダウンロード    | 1076209054                  | iTunes Store                               |
| 日本 | 2016年2月3日   | ソニー・ミュージックダイレクト | デジタル・ダウンロード    | 4582290414218               | mora AAC-LC 320kbps                        |
| 日本 | 2016年2月3日   | ソニー・ミュージックダイレクト | デジタル・ダウンロード    | A1003862605                 | レコチョク AAC 128/320kbps                 |
| 日本 | 2016年2月3日   | ソニー・ミュージックダイレクト | デジタル・ダウンロード    | B01B5AQMDC                  | Amazon.com                                 |
| 日本 | 2016年2月3日   | ソニー・ミュージックダイレクト | デジタル・ダウンロード    | Bp5pyuaz4lfka3vcvx5ough23ra | Google Play Music                          |
| 日本 | 2016年7月27日  | ソニー・ミュージックダイレクト | デジタル・ダウンロード    | 4582290418575               | mora DSD 2.8MHz/1bit                       |
| 日本 | 2016年7月27日  | ソニー・ミュージックダイレクト | デジタル・ダウンロード    | smj4582290418575            | e-onkyo DSD 2.8MHz/1bit                    |
| 日本 | 2016年7月27日  | ソニー・ミュージックダイレクト | デジタル・ダウンロード    | 11180                       | HD-music DSD 2.8MHz/1bit                   |
| 日本 | 2016年7月27日  | ソニー・ミュージックダイレクト | デジタル・ダウンロード    | 4582290418568               | mora FLAC 96.0kHz/24bit                    |
| 日本 | 2016年7月27日  | ソニー・ミュージックダイレクト | デジタル・ダウンロード    | A1004668200                 | レコチョク FLAC 96kHz 24bit                |
| 日本 | 2016年7月27日  | ソニー・ミュージックダイレクト | デジタル・ダウンロード    | smj4582290418568            | e-onkyo FLAC 96kHz 24bit                   |
| 日本 | 2016年7月27日  | ソニー・ミュージックダイレクト | デジタル・ダウンロード    | 11170                       | HD-music FLAC 96kHz/24bit                  |
| 日本 | 2016年11月10日 | ソニー・ミュージックダイレクト | デジタル・ダウンロード    | 5ShaVOG8QHOltyWh5ZCxuB      | Spotify                                    |
| 日本 | 2021年7月21日  | ソニー・ミュージックダイレクト | 30cmLP                    | MHJL-184                    | バーニー・グランドマンの最新リマスタリング |